# Erich Schulz (Politiker, 1902)
Erich Schulz (* 23. Januar 1902 in Landsberg an der Warthe; † 29. Oktober 1977 in Bad Reichenhall) war ein deutscher Politiker der SPD.

## Leben
Schulz besuchte die Volksschule in Berlin. Ab 1917 war er gewerkschaftlich organisiert und Mitglied der USPD ab 1918. Mitglied der SPD wurde er 1926, er war Betriebsrat und Gewerkschaftsdelegierter. 1933 wurde er aus allen Ämter entlassen. Ab 1945 wurde Schulz wieder in der SPD und in der Gewerkschaft tätig. Er war Kaufmännischer Direktor der AG für Bergbau und Hüttenbedarf in Salzgitter.

## Politik
Schulz war Mitglied der Stadtverwaltung Watenstedt-Salzgitter. Mitglied des Ernannten Braunschweigischen Landtages vom 21. Februar 1946 bis 21. November 1946 und Mitglied des Niedersächsischen Landtages der 1. Wahlperiode vom 20. April 1947 bis 30. April 1951.  